# Dysstroma dimidiata
Dysstroma dimidiata är en fjärilsart som beskrevs av Müller 1931. Dysstroma dimidiata ingår i släktet Dysstroma och familjen mätare. Inga underarter finns listade i Catalogue of Life.